# フェルディナン・ド・マルサン
フェルディナン・ド・マルサン（Ferdinand de Marsin, 1656年2月10日 - 1706年9月9日）は、フランス王国ブルボン朝の軍人。グランヴィル伯ジャン・ガスパール・フェルディナン・ド・マルサンの子。リエージュ出身。
フランス軍に所属して軍歴を重ね、大同盟戦争でリュクサンブール公の軍に従軍して南ネーデルラントを転戦、1690年のフルーリュスの戦いで負傷したり、1693年のネールウィンデンの戦いでイングランド王ウィリアム3世と戦い、シャルルロワの包囲にも加わった。1701年から1702年までに駐スペイン大使として活動、スペイン継承戦争ではイタリア戦線へ出向きルッザーラの戦いに参戦、ドイツ戦線に移り1703年のシュパイアーバハの戦いにも加わり、戦後元帥に昇進した。
翌1704年にヴィラールに代わってバイエルン選帝侯マクシミリアン2世の補佐を務め、タラール伯と共にドナウ川に勢力を張った。しかし、マールバラ公ジョン・チャーチルとプリンツ・オイゲンが率いるイングランド・オーストリア軍にブレンハイムの戦いで大敗、一気に劣勢に傾いてしまった。1705年から復帰したヴィラールと交替、ネーデルラントに送られた。1706年に一旦ドイツのヴィラールと合流した後ネーデルラントに戻り、ラミイの戦いで敗北したヴィルロワ公の救援に向かった後、ネーデルラントにヴァンドーム公が出向きヴィルロワは更迭、マルサンはオルレアン公フィリップ2世と共にヴァンドームが担当していたイタリア戦線へ異動となった。
だが、トリノ包囲中に救援に向かったオイゲンへの対応でフィリップ2世と対立、有効な策が取れないまま9月7日のオイゲンの襲撃で大敗して致命傷を負い、2日後の9月9日に死去（トリノの戦い）。トリノはオーストリア軍に解放され、翌1707年にナポリもオーストリア軍に制圧され、イタリア戦線は崩壊した。